# 바티콕쿠스과
바티콕쿠스과(Bathycoccaceae)는 마미엘라강 마미엘라목에 속하는 녹조류과의 하나이다. 2속 3종으로 이루어져 있다.

## 하위 속
- 바티콕쿠스속 (Bathycoccus) W.Eikrem & J.Throndsen, 1990 - 유일종 B. prasinos
- 오스트레오콕쿠스속 (Ostreococcus) C.Courties & M.-J.Chrétiennot-Dinet, 1995 - 2종